# 博里索夫斯科耶湖 (列寧格勒州)
60°35′55″N 30°1′0″E / 60.59861°N 30.01667°E

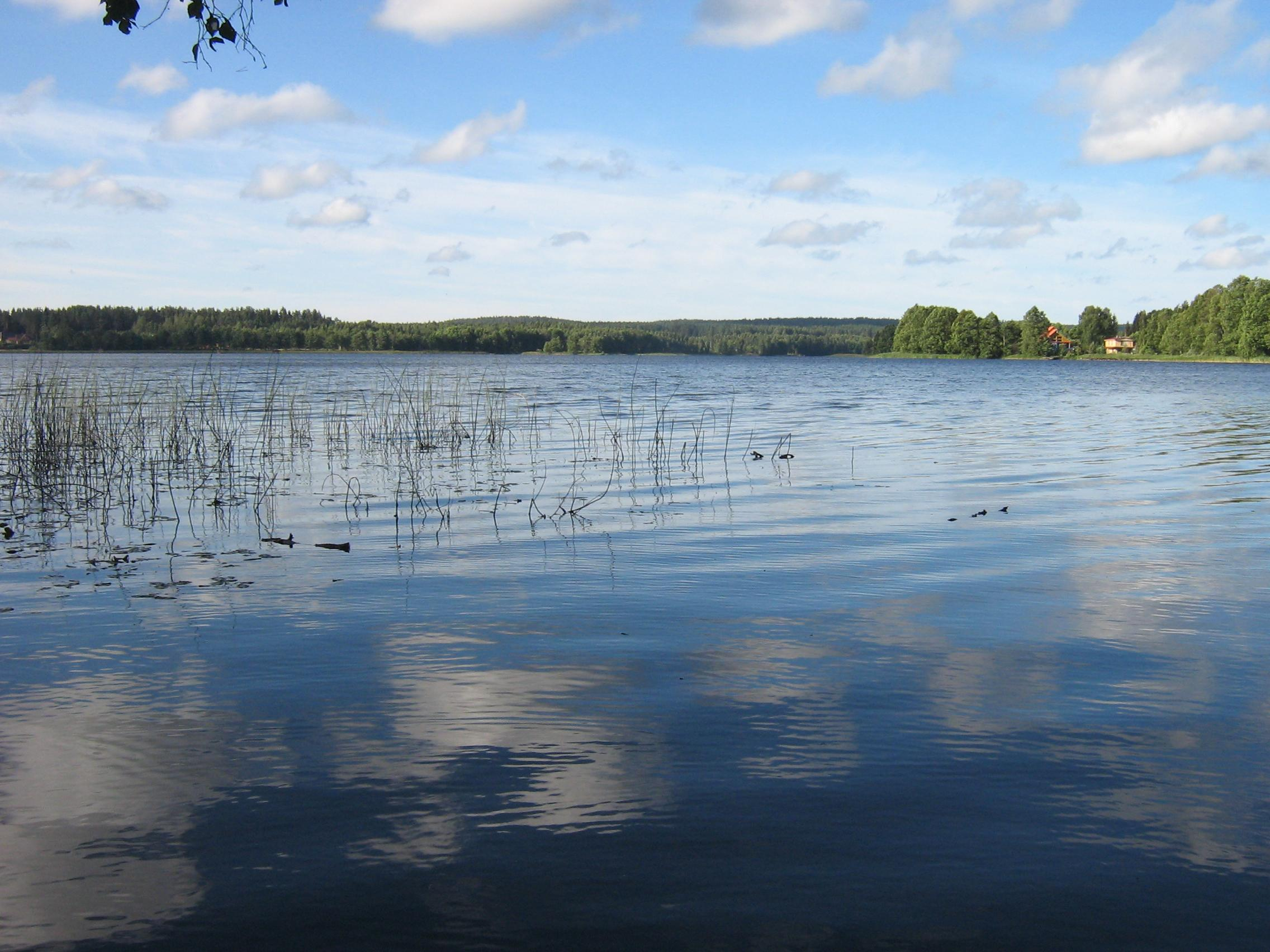

博里索夫斯科耶湖（俄语：Борисовское），是俄羅斯的湖泊，位於該國西北部，由列寧格勒州負責管轄，長2.3公里、寬0.8公里，面積2平方公里，海拔高度37.7米，平均水深3米，最大水深6米。